# Neumarkt im Mühlkreis
Neumarkt im Mühlkreis  är en ort och kommun i Österrike. Den ligger i distriktet Freistadt i förbundslandet Oberösterreich, 140 km väster om huvudstaden Wien. 
Kommunen består av 26 orter (Ortschaften) (inom parentes invånarantal 1 januari 2024):

- Achleiten (27)
- Au (128)
- Baumgarten (64)
- Dingdorf (66)
- Götschka (327)
- Kronast (111)
- Lamm (95)
- Matzelsdorf (189)
- Möhringdorf (25)
- Neumarkt im Mühlkreis (1 236)
- Oberzeiß (62)
- Pfaffendorf (38)
- Rudersdorf (142)
- Sallersdorf (56)
- Schall (25)
- Schallersdorf (96)
- Schiernersdorf (48)
- Schwandtendorf (75)
- Steigersdorf (27)
- Stiftung (25)
- Traidendorf (36)
- Trosselsdorf (151)
- Trölsberg (22)
- Unterzeiß (103)
- Willingdorf (14)
- Zissingdorf (53)